# Alice Simpson
Alice Simpson  (1er janvier 1860 – 18 février 1939) est une joueuse de tennis britannique de la fin du XIXe siècle. Elle est aussi connue sous son nom de femme mariée, Alice Simpson-Pickering.
Elle a notamment été finaliste à Wimbledon en 1896 en simple dames, battue par Charlotte Cooper. 

## Palmarès (partiel)

### Finale en simple dames
| No | Date       | Nom et lieu du tournoi       | Catégorie | Surface      | Vainqueure       | Score    |  |
| -- | ---------- | ---------------------------- | --------- | ------------ | ---------------- | -------- |  |
| 1  | ??/06/1896 | The Championships, Wimbledon | G. Chelem | Gazon (ext.) | Charlotte Cooper | 6-2, 6-3 |  |

## Parcours en Grand Chelem (partiel)
Si l’expression « Grand Chelem » désigne classiquement les quatre tournois les plus importants de l’histoire du tennis, elle n'est utilisée pour la première fois qu'en 1933, et n'acquiert la plénitude de son sens que peu à peu à partir des années 1950.

### En simple dames
| Année | - | - | - | - | Wimbledon | Wimbledon        | US National | US National |
| 1896  | - | - | - | - | Finale    | Charlotte Cooper | -           | -           |

À droite du résultat, l’ultime adversaire.